# レストハウス (広島市)
広島市平和記念公園レストハウス（ひろしましへいわきねんこうえんレストハウス）は、広島県広島市の平和記念公園内にある観光案内所兼休憩所。

## 概要
元安橋西詰めに位置する。すぐ南に、国立広島原爆死没者追悼平和祈念館がある。2023年現在、市が所有し、株式会社たびまちゲート広島が指定管理者として運営管理している。
1945年広島市への原子爆弾投下により被爆。現在爆心地から最も近い現役使用されている被爆建物であり、特に原爆被災の中心となった中島地区でほぼ唯一残った戦前からの建造物とされ、旧中島町を説明する看板が付近に立っている。
鉄筋コンクリート造で地上3階地下1階建。ここを元々管理していた財団法人広島観光コンベンションビューローが2階以上に入り、1階の土産物店では広島名産品や広島東洋カープ公認グッズも売られている。2017年現在で年間20万人以上がこの建物を訪れている。
- 3階：（公財）広島観光コンベンションビューロー 会議室。
- 2階：（公財）広島観光コンベンションビューロー 事務所。
- 1階：平和公園を訪れる観光客のための案内所・休憩所・土産物店。
- 地下：下記歴史の事情もあり原爆投下時の状態のまま保存され未使用。ただし見学はできる。

長らく被爆建造物である本館の保存と改築をめぐって議論が続けられていたが、後述の通り開業時の外装に復元した上で保存されることとなり、観光資源として活用されることになった。これにより改修・補強工事のため本館は2018年1月中で閉館となり、工事の完成を経て2020年7月にリニューアルオープンしている。再オープン後は地下および地上3階はすべて一般公開され、被爆前の中島地区についての展示などが行われている。

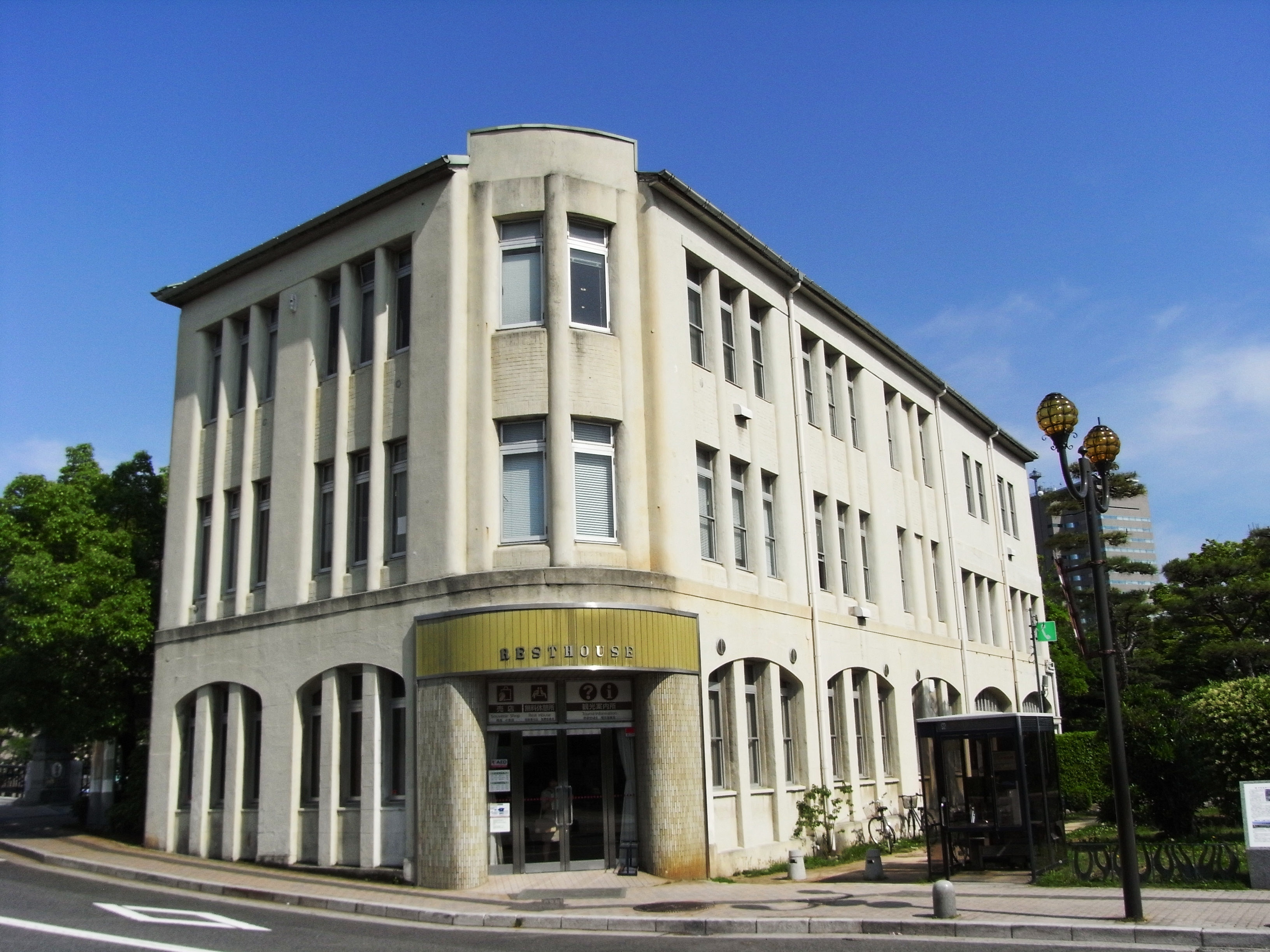
1982年から2018年までの外装
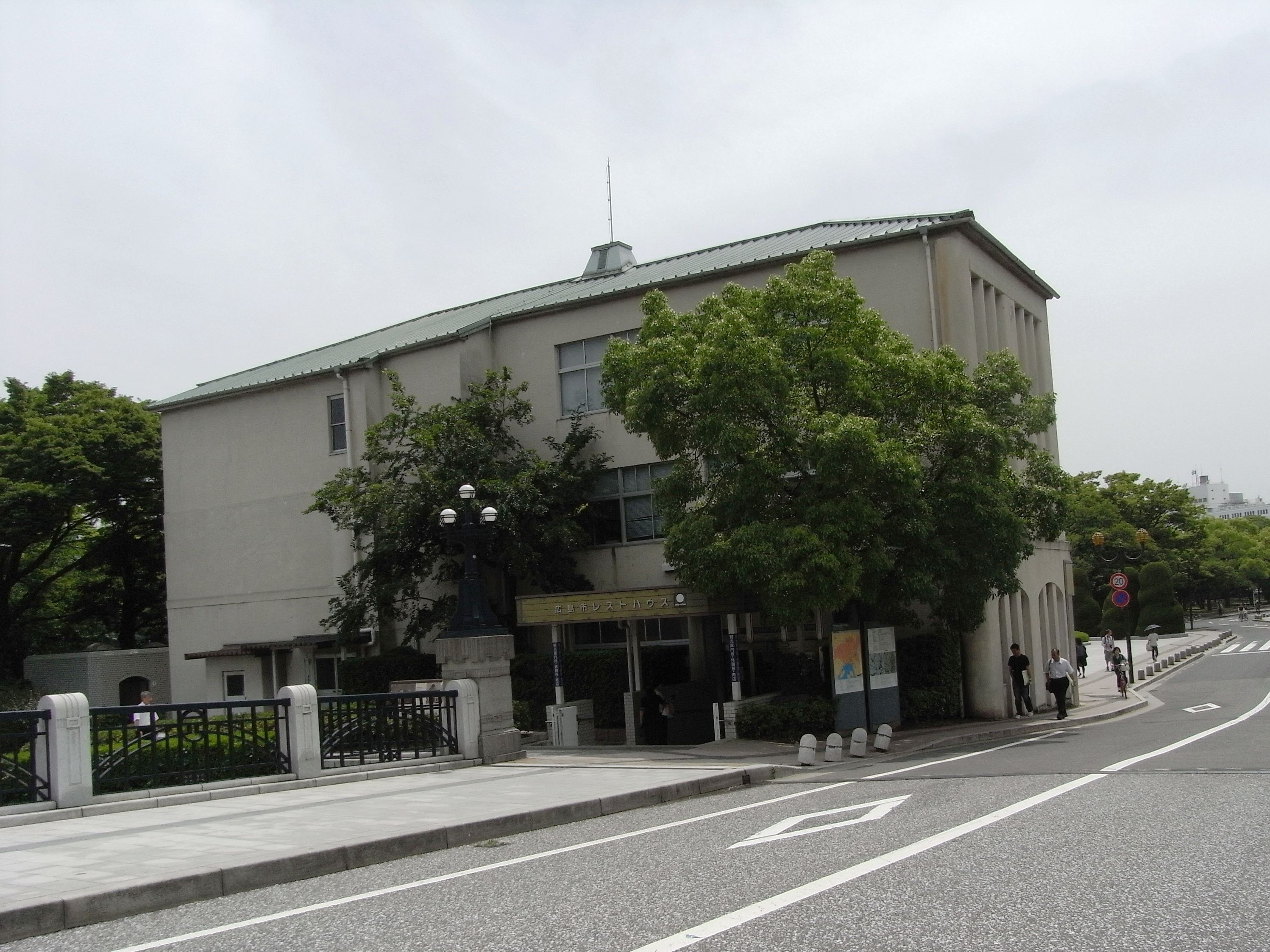
1982年から2018年までの外装

## 歴史

### 大正屋呉服店から燃料会館へ
1929年、阿川佐和子の祖父で建築家・増田清の設計と清水組の施工により、大阪に本店のあった「大正屋呉服店」の新館の店舗として中島本町（当時の町名）に建てられた。瓦屋根の2階建て木造家屋が立ち並ぶなか、RC造3階のこの建物はモダンな雰囲気をもつ新奇な建造物として人目を引いたといわれる。ショーウィンドウを備えた1階に加え2・3階も店舗となっており、当時としては珍しく履き物のまま店舗に上がることができた。また最上階の3階の窓からは市内が一望できたという。
戦前期の広島で多くの市民に親しまれていた店舗は、太平洋戦争勃発後に経済統制（繊維統制令）が強化された影響で1943年末に閉店した。これにともない建物は広島県燃料配給統制組合に買い取られ、組合事務所として使用されることとなり、「燃料会館」と呼ばれた。

### 被爆時の状況
原爆投下時、燃料会館は元安橋を挟んだ対岸の爆心地から西南に約170メートルの至近距離に位置していた。被爆によって屋根が下がり、梁や床が破損して内部は全焼したが、頑丈な作りであったためか全壊は免れた。当時建物内には朝礼を済ませたばかりの組合員37名がいたが、原爆炸裂に伴う放射線と熱線・爆風のため、29名が即死したとみられている。即死を免れ建物からの脱出に成功した8名についても、原爆炸裂時に偶然に地下室に居たため奇跡的に軽傷で済んだ野村英三（当時47歳）を除き その後の消息は不明である。野村以外の者は、脱出して避難するうちに急性放射線障害などで死亡したと推定されている。

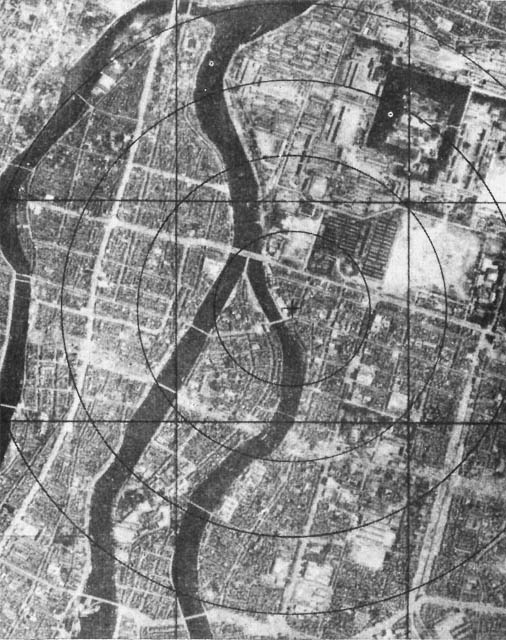
原爆投下前の市中央部写真。同心円の中心が爆心地。
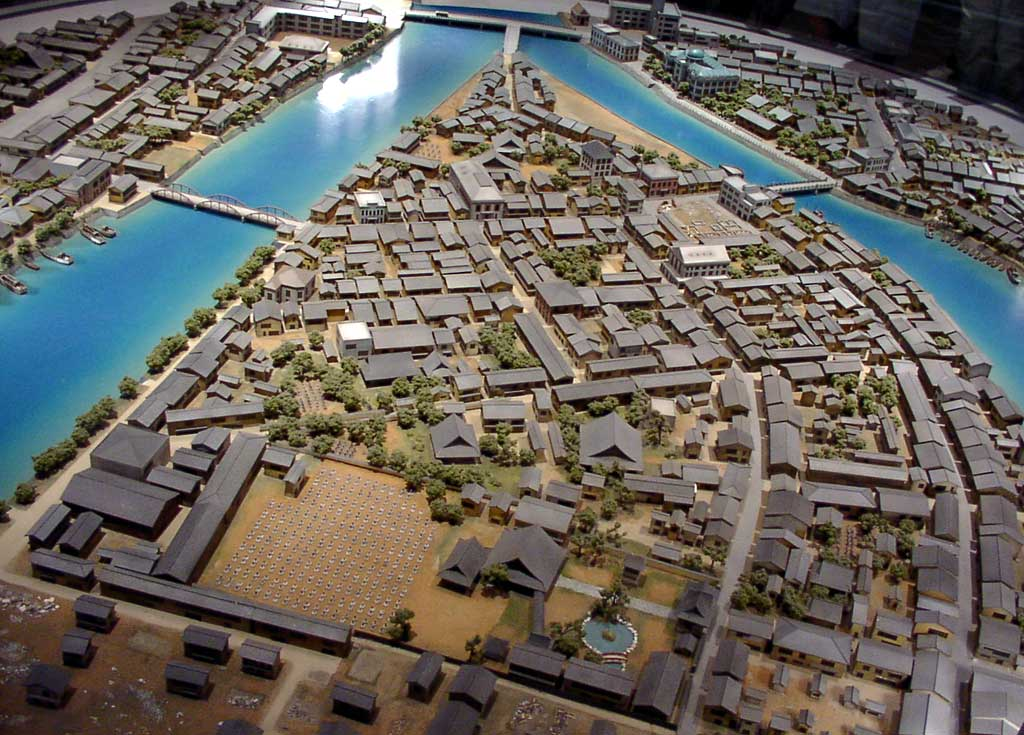
被爆前の中島町模型。右の橋付近にあるのがレストハウス。
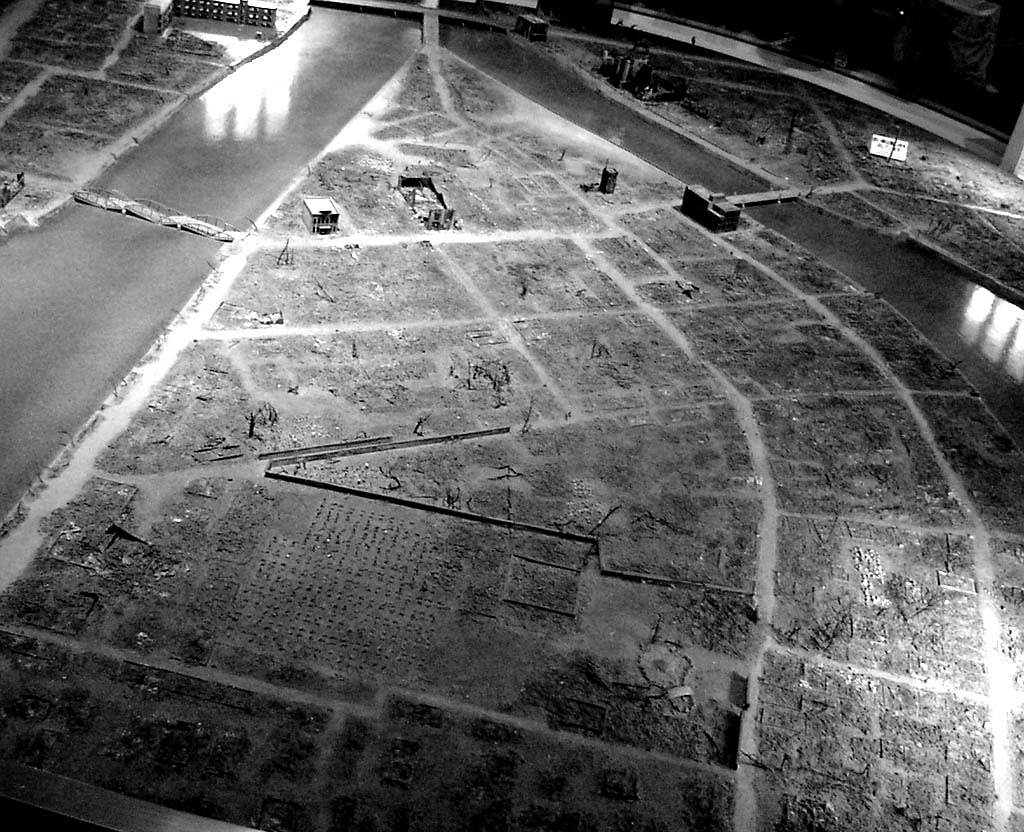
被爆後の中島町模型。

### 戦後から現在まで
戦後もしばらくは燃料会館として使用されていたが、1957年には広島市に買収されて「東部復興事務所」となった。さらに1982年に改装されて市観光協会の事務所となり、「レストハウス」と名称を改め現在に至っている。2017年現在、建物内に創建当時の面影はほとんど残されていないが、地下室だけは被爆当時のまま保存されている。
しかし平和公園内という性格上、派手な宣伝や利用が難しいことで、観光客に対しては観光案内所や休憩所としての性格が分かりにくくなっており、屋内も手狭なことから、観光利用の面では不便であるという見方が拡がっていった。そのことが後述の広島市による全面改修計画の根拠の一つとなっていたが、2020年現在では、基本的に現状のまま保存し、耐震改修および創建当時の状況への復元という方向での事業計画が進められ、同年7月の再オープンをめざし改修工事が行われている。2006年以降、指定管理者制度が導入された。現在ではたびまちゲート広島が管理者となっている。

## 保存問題

### 全面改築計画の浮上とその凍結
被爆から50年目の節目を控え、市は改めて市内の被爆建物を調べ直した。その結果、1994年に「老朽化が進行し現状保存ではレストハウスとして使用できない」とする調査結果が出たことから、1995年に丹下健三監修のもと地上部分を取り壊しレストハウスを新築、地下室のみを保存するという構想を打ち出した。これに市民団体が反発し、現状保存に向け署名を集め要望書を提出したが、平岡敬市長は方針を変えなかった。さらにユネスコや文化庁も改修に反対した。特にユネスコは、レストハウスを含めた平和公園一帯は世界遺産である原爆ドームの緩衝地帯であるため現状保存させるべきと意見し、更には建て替えるのなら原爆ドームを世界遺産登録から外すと仄めかした。これら抗議活動を重く見た平岡市長は計画を1999年まで延期すると発表した。 1999年の平岡市長退任後、市は財政難を理由に改修事業の再延期を発表し、これ以降数年にわたって市民が抗議活動を行った結果、改修事業自体が凍結されるに至った。

### 基本的保存と観光資源としての活用へ
2014年2月になって、広島市は被爆70周年事業の一環でレストハウスの改修事業の施行を決定した。この事業計画では、平和記念公園内で「被爆前の面影を残す唯一の建物」として「おもてなし」機能の向上とともに観光資源の活用が追求されることになり、具体的には耐震補強のための改修のほか休憩スペースなどの改装が実施されることになった。しかし同年度に行われた耐震診断では、震度6強以上の地震で倒壊の恐れがあることが判明し、また施工者である清水建設などに当時の内装の資料が乏しかったこともあって、本来なら2017年度着工、2018年度完工とされた事業はやや遅延する事になった。
2016年には戦時下の広島を描いた片渕須直監督によるアニメ映画『この世界の片隅に』が公開されたが、この作品は街並み復元調査を進める旧地域住民の協力を得て制作されたことで、「大正屋呉服店」であった時代のレストハウスを含む被爆以前の街並みが映像で克明に再現され、サバイバーとしてのレストハウスに新たに注目が集まることになった。こうした状況の変化を受けて、2017年7月の新聞報道によれば、市は以下のような構想を公表した。
1. 外観・内装を「大正呉服店」当時のものに復元する。
2. 館内に被爆前の周辺写真パネルなどを展示するスペースを設けて当時の街並みの賑わいや原爆の惨禍を知る施設とする。
3. 地下室については被爆時の状態を保存しつつ、より見学しやすいようコースを工夫しエレベーターを新たに導入する。
4. 2019年度の完工と開館を目指す[3]。

上記の構想に基く改修事業が行われることとなったため、2018年1月末限りで本館は一時閉館された。先述の通り当初の予定では2019年12月の再オープンが予定されていたが、2018年前半に行われた調査の結果、想定よりも建物の劣化が進行していることが判明し、また文化庁の助言により建物内部の壁や柱などの大部分を取り換える当初の工事予定を変更し、同じ壁や柱でも、取り換える部分と残す部分がまだら模様に併存する工法に変更した。この結果、工事の手間が増えることになり、事業費も当初より増額されて約940,000,000円となり、工期も延長されることとなった。
翌2019年1月には外観の保存のための補修や、耐震補強のための工事が始まり、2020年7月にリニューアル工事が終了し再オープンされた。外観は薄いオレンジ色のタイル装、屋根も平屋根に改築されるなど、「大正呉服店」開業時の装いに復元される一方で、戦後に追加された東側の壁の窓を残すなど、その後の改修を保存する部分もある。また、エレベーターやトイレの設置のため、南側では地上3階、地下1階延べ約360平方メートルが増築されている。再オープン後、1階は従来通り観光案内所と売店が置かれ、新たに公開される2階は休憩所、3階は原爆投下で壊滅した旧中島地区を伝える展示室となる。地下室は被爆時に近い形で保存され、ここで被爆し奇跡的に助かった『原爆投下時の爆心地の状況を知るほぼ唯一の人物』である野村英三に関する展示がされている。2階の休憩所には、19歳で被爆死した女性が愛用した被爆ピアノ「明子さんのピアノ」が常設展示されている。

## ギャラリー
- 地下室は当時のままで残されている。
- 元安橋より
- 入口
- 3階展示室

## 交通アクセス
広島平和記念公園#交通参照。